# Dionysīs Skoulidas
Dionysīs Skoulidas (in greco Διονύσης Σκουλίδας?; Amarousio, 29 luglio 1997) è un cestista greco.